# Друзья и любовники
«Друзья и любовники» (англ. Boyfriends) — британская драма о похождениях трех однополых пар, которые решили вместе провести выходные в деревне. Критики сравнивали фильм с американской картиной «Любовь! Доблесть! Сострадание!».

## Сюжет
Пол и Бен уже пять лет вместе и давно живут без любви, похоже, что они вообще спокойно могут обходиться друг без друга. А после смерти брата от СПИДа Пол стал просто невыносим. Мэтт и Оуэн совершенно разные люди: Мэтт стремится к стабильным отношениям, в то время, как Оуэн не готов для этого жертвовать своей свободой. А Уилл и Адам провели вместе всего одну ночь и пока ещё плохо знают друг друга. Вшестером они проводят уикенд в сельской местности. К компании присоединяется седьмой — бойфренд покойного брата Пола. В ходе долгих разговоров друзья и любовники пытаются разобраться в своих запутанных отношениях.

## В ролях
| Актёр           | Роль   |
| --------------- | ------ |
| Джеймс Дрейфус  | Пол    |
| Марк Сэндс      | Бен    |
| Эндрю Эблесон   | Оуэн   |
| Дэвид Коффи     | Уилл   |
| Даррен Петруччи | Адам   |
| Майкл МакГрат   | Джеймс |
| Расселл Хиггс   | Марк   |
| Майкл МакГрат   | Джеймс |